# Floriile
Floriile – wieś w Rumunii, w okręgu Konstanca, w gminie Aliman. W 2011 roku liczyła 122 mieszkańców.